# 徐震 (唐朝)
徐震（617年—665年），字景阳，曹州离狐县（今山东省东明县）人，唐朝政治人物，徐世勣的长子，因为徐世勣被赐姓李，徐震又作李震。
徐震在唐高宗时担任桂州刺史，永徽四年（653年）任泽州刺史，显庆二年（657年）转任赵州刺史，龙朔二年（662年）任梓州刺史，麟德二年（665年）三月在梓州（在今四川省三台县潼川镇）去世，时年四十九岁。谥号定。当时其父李勣健在。李勣去世后，英国公由李震的儿子李敬业袭封。

## 家庭
- 妻：王氏
  - 子：李敬业，684年起兵反武，兵败被杀
  - 子：李敬猷，盩厔令
  - 子：李敬真
  - 子：李思顺，字知通，鸿胪寺卿
    - 孙：徐湘，字汉津，寿州刺史
      - 曾孙：徐弘光，字大明，岐王傅